# Шимун Милинович
Шимун Милинович (24 лютого 1835 — 24 березня 1910) — хорватський римо-католицький священник і францисканець, який був сербським примасом (Primas Serbiae) і архієпископом Антіварі з 1886 по 1910 рік.
Милинович був хорватом за національністю, народився в селі Ловреч на півдні Хорватії (провінція Далмація), частина Австрійської імперії. 11 квітня 1859 року висвячений на священника. 1862 року він виїхав до столиці імперії Відня, де продовжив навчання історії, географії та славістики. Він повернувся до Синя в 1865 році, де працював учителем у гімназії.
У 1886 році папа Лев XIII призначив його архієпископом Бару в Чорногорії. 1902 року він звернувся до папи з проханням про підтвердження титулу «сербський примас», який йому було офіційно надано. Він працював на цій посаді до своєї смерті в 1910 році.

## Твори
- Hrvatske uspomene iz Dalmacije